# Литтбарски, Пьер
Пьер Михаэ́ль Литтба́рски (нем. Pierre Michael Littbarski; род. 16 апреля 1960[…], Западный Берлин[…]) — немецкий футболист, полузащитник; тренер. Чемпион мира 1990 года.

## Карьера

### Игровая
Немецкими болельщиками был прозван «Герр Литти». Литтбарски имел с рождения небольшой дефект ног. Но благодаря поразительной работоспособности и отдаче, а также умению тренера Хеннеса Вайсвайлера находить таланты, смог стать великим футболистом. За 15 сезонов, проведённых Литтбарски в составе футбольного клуба «Кёльн», стал его символом и легендой. В 18 лет Пьер впервые надел футболку «Кёльна», и многие специалисты заметили, что при характерном дефекте ног Литтбарски обладает отличной скоростью и сумасшедшим ударом с левой ноги.
В 1986 году Литтбарски перебрался в Париж, чтобы стать игроком «Расинга», но через год вновь вернулся в «Кёльн». Почти все тренеры мира отмечали поразительную работоспособность игрока, но никто не спешил подписывать с ним контракт. Литтбарски сыграл 406 матчей в немецкой Бундеслиге и забил 116 голов, что для игрока его амплуа является очень хорошим результатом. Литти ушёл из «Кёльна» в 1993 году и перешёл в J-Лигу, где уже играли ряд великих игроков, таких как Зико, Линекер. Многие футболисты, выступавшие вместе с Литтбарски, отмечают в нём человеческие качества. В нашумевшей книге бывшего вратаря сборной ФРГ Харальда Шумахера автор описал факты гулянок и хождения к проституткам игроков сборной на чемпионате мира в Мексике в 1986 году, только Литтбарски в одиночестве оставался на базе.
В 1990 году на чемпионате мира в Италии с футболистами ФРГ была проведена фотосессия, проблемы возникли, естественно, только с Литтбарски. Литтбарски принял участие в чемпионатах мира 1982, 1986 и 1990 годов, в чемпионатах Европы 1984 и 1988 годов, за сборную ФРГ сыграл 73 матча, забил 18 мячей.

### Тренерская
9 июня 2010 года подписал двухлетний контракт с клубом «Вольфсбург» в качестве ассистента главного тренера. 7 февраля 2011 года назначен исполняющим обязанности главного тренера «Вольфсбурга» вместо Стива Макларена.

## Достижения
Кёльн
- Обладатель Кубка Германии: 1983

Сборная Германии
- Чемпион мира: 1990
- Вице-чемпион мира: 1982, 1986